# Ischchan (Titel)
Ischchan (armenisch իշխան engl.: Ishkhan, türkisch İşhan) war ein erblicher Titel des Hochadels im Spätmittelalter in Armenien.

## Etymologie
Das Wort geht zurück auf das armenische Verb ishchel (armen.: իշխել) mit der Bedeutung regieren, herrschen. Der Titel Ischchan wurde teils parallel und teils alternativ zu anderen armenischen feudalen Titeln wie Nacharar, paron, douks, ter oder melik verwendet.
„Ishkhan“ findet auch Verwendung als Vorname. „Ishkhan“ war auch das Pseudonym von Nikoghayos Mikayelian einem Freiheitskämpfer (fedayi).